# Sveriges Radio P2

Logo von Sveriges Radio P2

Sveriges Radio P2 (SR P2) ist das zweite, landesweite Hörfunkvollprogramm von Sveriges Radio. Der Sendebetrieb begann 1955.
Das Programm besteht aus Kulturbeiträgen und klassischer Musik sowie Jazz und bietet einen außergewöhnlich hohen Wortanteil und ist wie alle Programme von Sveriges Radio werbefrei. SR P2 ist landesweit über ein gut ausgebautes UKW-Sendernetz zu empfangen, beispielsweise deckt die mit 60 kW aus dem südschwedischen Hörby sendende 92,40 MHz die dänische Insel Seeland und die deutsche Insel Rügen ab.
Seit dem 2. April 2007 kann man P2 auch über das Internet hören.